# 陳有漢
陳有漢（1934年2月—2018年6月24日），原籍廣東潮陽。出生於泰國曼谷。泰國華僑陳弼臣次子。陳弼臣家族成員。陳智深及陳智淦是其兒子。泰國盤谷銀行董事長。被美國《財富》雜誌評選為“1990年亞洲25位傑出銀行家之一”。

## 生平
年幼時曾到汕頭、香港、美國等地讀書。1959年10月1日，陳有漢進入盤谷銀行工作；1980年3月14日升任盤谷銀行總裁；1992年10月8日升任盤谷銀行常務董事長兼總裁。因為業績突出和對金融業的突出貢獻，陳有漢在1983、1987、1992年三度榮獲“泰國傑出銀行家”稱號。
2018年6月24日，陳有漢於曼谷康民醫院因病去世，泰王賜皇室級葬禮儀式。

## 外部連結
- 香港泰國商會 （页面存档备份，存于）
- 泰华实业家——陈有汉
- 中國僑商陈有汉
- 華商韜光養略[永久]
- 盘谷银行新一任接班人--金融钜子陈有汉